# Faronta rubripennis
Faronta rubripennis là một loài bướm đêm trong họ Noctuidae.